# 2016: Obama's America
2012: Obama's America is een Amerikaanse politieke documentaire uit 2012. Het is de debuutfilm van Dinesh D'Souza, die gelijktijdig met de film ook een boek met dezelfde titel uitbracht.

## Plot
D'Souza geeft een hypothetische kijk op hoe de Verenigde Staten er in 2016 zouden uitzien als Barack Obama herkozen zou worden.

## Ontvangst
De film kreeg slechte recensies. Desondanks wist de film 33 miljoen dollar binnen te halen en was het daardoor de op vijf na best bezochte documentaire en de op een best bezochte politieke documentaire ooit.